# Аль-Ватия (Оман)
Аль-Ватия (араб. الوطية‎, англ. Wutayyah) — пригород Маската, на северо-востоке Султаната Оман. Входит в состав вилайета Матрах.

## Климат
| Показатель                    | Янв. | Фев. | Март | Апр. | Май  | Июнь | Июль | Авг. | Сен. | Окт. | Нояб. | Дек. |
| ----------------------------- | ---- | ---- | ---- | ---- | ---- | ---- | ---- | ---- | ---- | ---- | ----- | ---- |
| Средний суточный максимум, °C | 23,3 | 24,8 | 27,7 | 31,9 | 35,7 | 36,3 | 35,5 | 34,5 | 33,8 | 32,4 | 28,1  | 24,6 |
| Средняя температура, °C       | 19,9 | 21,2 | 24   | 28,3 | 32,1 | 33,1 | 32,8 | 31,7 | 30,5 | 28,5 | 24,5  | 21,2 |
| Средний суточный минимум, °C  | 16   | 17,2 | 19,7 | 23,7 | 27,4 | 28,8 | 29   | 27,8 | 26,2 | 23,9 | 20,6  | 17,6 |
| Норма осадков, мм             | 18   | 15   | 18   | 7    | 0    | 10   | 4    | 1    | 0    | 1    | 13    | 13   |
| Источник: climate-data.org    |      |      |      |      |      |      |      |      |      |      |       |      |

## Экономика
В Аль-Ватия располагается множество автосалонов. Коммерческий характер этого района помог привлечь несколько арендаторов, которые приветствуют визиты представителей общественности, включая офисы авиакомпаний (British Airways и KLM) и страховые компании (Northern Assurance).

## Образование
- Оманский колледж медицинских наук
- Оманский стоматологический колледж

## Спорт
Здесь располагается Королевский полицейский стадион Омана.